# فرانك إتش. ريتشاردز
فرانك إتش. ريتشاردز هو سياسي أمريكي، ولد في 21 مارس 1858 في مقاطعة مكهنري في الولايات المتحدة، وتوفي في 13 نوفمبر 1937 في كارلسباد في الولايات المتحدة. نشط حزبياً في الحزب الجمهوري. وقد انتخب عضو مجلس ولاية واشنطن ‏.